# Столбове (Єврейська автономна область)
Столбове (рос. Столбовое) — село у Октябрському районі Єврейської автономної області Російської Федерації.
Входить до складу муніципального утворення Полевське сільське поселення. Населення становить 304 особи (2010).

## Історія
Згідно із законом від 26 листопада 2003 року органом місцевого самоврядування є Полевське сільське поселення.

## Населення
| 2002 | 2010 |
| ---- | ---- |
| 431  | ↘304 |